# 廣田瑞人
廣田 瑞人（ひろた みずと、1981年5月5日 - ）は、日本の男性総合格闘家。長崎県諫早市出身。CAVE所属。元DEEPライト級王者。元SRCライト級王者。元CAGE FORCEライト級王者。

## 来歴
幼少時代に相撲を経験。ボクシングではインターハイに2度出場している。21歳の時にプロ格闘家を目指し上京した。
2004年9月20日、第11回全日本アマチュア修斗選手権大会ウェルター級（-70kg）に参加し、優勝を果たした。
2005年2月6日、プロ修斗デビュー。
2005年9月23日、修斗新人王決定トーナメント決勝で児山佳宏に判定勝ちし、ウェルター級新人王となった。
2007年2月17日、修斗環太平洋ウェルター級王座決定戦で中蔵隆志と対戦し、0-3の判定負けを喫し王座獲得に失敗した。
2007年12月1日、CAGE FORCE初参戦となったCAGE FORCE 05でシン・ドゥギと対戦し、開始16秒パンチラッシュでKO勝ち。
2008年4月5日、CAGE FORCE 06のCAGE FORCEライト級王座決定戦で鹿又智成と対戦し、パウンドでTKO勝ちを収め王座獲得に成功した。

### 戦極
2008年8月24日、戦極初参戦となった戦極 〜第四陣〜のライト級グランプリシリーズ1回戦でライアン・シュルツと対戦し、右スーパーマンパンチでKO勝ち。
2008年11月1日、戦極 〜第六陣〜のライト級グランプリシリーズ準決勝で横田一則と対戦し、0-3の判定負け。
2009年2月28日、CAGE FORCE EX -eastern bound-のライト級チャンピオンシップでパンクラスライト級王者井上克也と対戦し、1-1の判定ドローで王座の初防衛に成功した。
2009年5月10日、修斗で石田光洋と対戦し、パウンドでTKO勝ちを収めた。この試合は「戦極 vs. DREAM」として注目された。
2009年8月2日、戦極 〜第九陣〜の戦極ライト級チャンピオンシップで王者北岡悟と対戦し、TKO勝ちを収め王座獲得に成功した。同年9月、戦極ライト級王座と並行しての防衛戦を行うことが難しいなどの理由によりCAGE FORCEライト級王座を返上した。同時期に長年所属したGUTSMAN・修斗道場を離脱し、フリーランスとなった。
2009年12月31日、Dynamite!! 〜勇気のチカラ2009〜のDREAM vs SRC 対抗戦で青木真也と対戦し、ハンマーロックで右上腕を骨折し見込み一本負けを喫した。
2010年1月6日、骨折した右上腕をプレートで固定する手術を受けた。
2010年3月7日、SRC12にて、Dynamite!! 2009で青木に負けた責任を取るという理由によりSRCライト級王座の返上を発表。会場にいた谷川貞治K-1イベントプロデューサーに青木との再戦をアピールした。
2010年4月3日にオープンした奥野"轟天"泰舗のジム「CAVE」所属となった。

### 戦極解散後
2011年8月26日、1年8か月ぶりの試合となったDEEP 55 IMPACTのDEEPライト級タイトルマッチで菊野克紀の持つ王座に挑戦し、5-0の判定勝ちを収め王座獲得に成功した。
2012年4月6日、DEEPライト級王座を返上することが発表された。
2012年7月14日、Strikeforce初参戦となったStrikeforce: Rockhold vs. Kennedyでパット・ヒーリーと対戦し、奮戦するも0-3の判定負けを喫した。

### UFC
2013年3月3日、UFCと契約を交わし、日本で開催されたUFC on Fuel TV 8でハニ・ヤヒーラと対戦し、0-3の判定負け。この試合がフェザー級転向初戦となった。
2013年6月8日、UFC on Fuel TV 10でホドリゴ・ダムと対戦し、1-2の僅差の判定負け。

### DEEP
2014年4月29日、DEEP 66 IMPACTの68kgワンマッチで中村大介と対戦し、3-0の判定勝ち。
2014年10月26日、DEEP 69 IMPACTで今成正和と対戦し、パウンドで2RTKO勝利を収めた。

### Road to UFC: Japan
2015年、リアリティ番組「Road to UFC: Japan」に参加。ロイ・ネルソン率いるチーム・ネルソンに所属。フェザー級トーナメント1回戦で太尊伸光と対戦し、2-0の判定勝ち。準決勝でDJ.taikiと対戦し、3-0の判定勝ちを収め決勝進出を果たした。
2015年9月27日、UFC Fight Night: Barnett vs. NelsonのRoad to UFC: Japan決勝で石原夜叉坊と対戦し、1-1の判定で引き分けたものの、UFCとの契約を勝ち取った。

### UFC
2016年12月17日、UFC復帰戦となったUFC on FOX 22でコール・ミラーと対戦し、3R判定勝ち。
2017年6月11日、UFC Fight Night: Lewis vs. Huntでアレクサンダー・ヴォルカノフスキーと対戦し、3R判定負けを喫した。
2017年9月、UFC Fight Night: Saint Preux vs. Okamiに出場予定だったが、前日計量の際にふらつくなど体調不良によりドクターストップとなり試合前日に欠場となった。廣田はこの後、フェザー級からライト級に階級を戻した。

### RIZIN
2019年7月28日、RIZIN.17で元REALスーパーライト級王者のホベルト・サトシ・ソウザと対戦し、右フックでダウンを奪われパウンドで1RKO負けを喫した。試合後インタビューでは引退をするかのような発言をし、総合格闘技の試合はこの試合が最後となっている。
2021年2月21日、DEEP 100 IMPACTにて、菊野克紀･横田一則･松本晃市郎らと共にスペシャルエキシビションに参加。4人でグラップリングタッグマッチを行った。

## 戦績

### プロ総合格闘技
| 総合格闘技 戦績 | 総合格闘技 戦績 | 総合格闘技 戦績 | 総合格闘技 戦績 | 総合格闘技 戦績 | 総合格闘技 戦績 | 総合格闘技 戦績 |
| --------------- | --------------- | --------------- | --------------- | --------------- | --------------- | --------------- |
| 28 試合         | (T)KO           | 一本            | 判定            | その他          | 引き分け        | 無効試合        |
| 18 勝           | 10              | 0               | 8               | 0               | 2               | 0               |
| 11 敗           | 1               | 1               | 7               | 0               | 2               | 0               |

| 勝敗 | 対戦相手                           | 試合結果                             | 大会名                                                                                   | 開催年月日     |
| ×    | ホベルト・サトシ・ソウザ           | 1R 3:05 KO（右フック→パウンド）      | RIZIN.17                                                                                 | 2019年7月28日  |
| ×    | クリストス・ジアゴス               | 5分3R終了 判定0-3                    | UFC Fight Night: dos Santos vs. Tuivasa                                                  | 2018年12月2日  |
| ×    | ロス・ピアソン                     | 5分3R終了 判定0-3                    | UFC 221: Romero vs. Rockhold                                                             | 2018年2月11日  |
| ×    | アレクサンダー・ヴォルカノフスキー | 5分3R終了 判定0-3                    | UFC Fight Night: Lewis vs. Hunt                                                          | 2017年6月11日  |
| ○    | コール・ミラー                     | 5分3R終了 判定3-0                    | UFC on FOX 22: VanZant vs. Waterson                                                      | 2016年12月17日 |
| △    | 石原夜叉坊                         | 5分3R終了 判定1-1                    | UFC Fight Night: Barnett vs. Nelson 【Road to UFC: Japan 決勝】                          | 2015年9月27日  |
| ○    | キム・ギュファ                     | 2R 0:33 TKO（サッカボールキック）    | DEEP DREAM IMPACT 2014 〜大晦日SPECIAL〜                                                 | 2014年12月31日 |
| ○    | 今成正和                           | 2R 1:38 TKO（パウンド）              | DEEP 69 IMPACT                                                                           | 2014年10月26日 |
| ○    | 中村大介                           | 5分3R終了 判定3-0                    | DEEP 66 IMPACT                                                                           | 2014年4月29日  |
| ×    | ホドリゴ・ダム                     | 5分3R終了 判定1-2                    | UFC on Fuel TV 10: Nogueira vs. Werdum                                                   | 2013年6月8日   |
| ×    | ハニ・ヤヒーラ                     | 5分3R終了 判定0-3                    | UFC on Fuel TV 8: Silva vs. Stann                                                        | 2013年3月3日   |
| ×    | パット・ヒーリー                   | 5分3R終了 判定0-3                    | Strikeforce: Rockhold vs. Kennedy                                                        | 2012年7月14日  |
| ○    | 池本誠知                           | 5分3R終了 判定5-0                    | DEEP 57 IMPACT 〜12年目の現実〜 【DEEPライト級タイトルマッチ】                           | 2012年2月18日  |
| ○    | 菊野克紀                           | 5分3R終了 判定5-0                    | DEEP 55 IMPACT 【DEEPライト級タイトルマッチ】                                            | 2011年8月26日  |
| ×    | 青木真也                           | 1R 2:17 アームロック                 | Dynamite!! 〜勇気のチカラ2009〜                                                          | 2009年12月31日 |
| ○    | 北岡悟                             | 4R 2:50 TKO（グラウンドの膝蹴り）    | 戦極 〜第九陣〜 【戦極ライト級チャンピオンシップ】                                       | 2009年8月2日   |
| ○    | 石田光洋                           | 1R 1:33 TKO（右ストレート→パウンド） | "修斗伝承 ROAD TO 20th ANNIVERSARY FINAL"                                                | 2009年5月10日  |
| △    | 井上克也                           | 5分3R終了 判定1-1                    | CAGE FORCE EX -eastern bound- 【CAGE FORCEライト級チャンピオンシップ】                   | 2009年2月28日  |
| ×    | 横田一則                           | 5分3R終了 判定0-3                    | 戦極 〜第六陣〜 【ライト級グランプリシリーズ2008 準決勝】                                | 2008年11月1日  |
| ○    | ライアン・シュルツ                 | 2R 4:45 KO（右スーパーマンパンチ）   | 戦極 〜第四陣〜 【ライト級グランプリシリーズ2008 1回戦】                                 | 2008年8月24日  |
| ○    | 鹿又智成                           | 1R 1:00 TKO（パウンド）              | CAGE FORCE 06 【CAGE FORCEライト級王座決定戦】                                           | 2008年4月5日   |
| ○    | ジョニー・フラシェ                 | 2R 0:08 KO（スタンドパンチ連打）     | CAGE FORCE EX -eastern bound-                                                            | 2008年2月11日  |
| ○    | シン・ドゥギ                       | 1R 0:16 KO（スタンドパンチ連打）     | CAGE FORCE 05                                                                            | 2007年12月1日  |
| ×    | 天突頑丈                           | 5分3R終了 判定0-3                    | 修斗 SHOOTING DISCO 2 〜今夜はヒートアップ〜                                             | 2007年8月5日   |
| ×    | 中蔵隆志                           | 5分3R終了 判定0-3                    | 修斗 BACK TO OUR ROOTS 01 【修斗環太平洋ウェルター級王座決定戦】                         | 2007年2月17日  |
| ○    | 風田陣                             | 5分3R終了 判定3-0                    | 修斗 SHOOTO The DEVILOCK                                                                 | 2006年5月12日  |
| ○    | ダニーロ・シェウマン               | 5分3R終了 判定3-0                    | 修斗 SHOOTO The Victory of The Truth                                                     | 2006年2月17日  |
| ○    | 光陰兜                             | 5分2R終了 判定3-0                    | 修斗                                                                                     | 2005年12月17日 |
| ○    | 児山佳宏                           | 5分2R終了 判定3-0                    | 修斗 【新人王決定トーナメント ウェルター級 決勝】                                        | 2005年9月23日  |
| ○    | 岡田孔明                           | 1R 4:56 TKO（パウンド）              | 修斗 下北沢修斗劇場 第11弾 〜後楽園へ行こう!〜                                           | 2005年6月3日   |
| ○    | 山守正明                           | 2R 1:27 TKO（パウンド）              | 修斗 下北沢修斗劇場 第10弾 〜本物は誰だ!〜 【新人王決定トーナメント ウェルター級 1回戦】 | 2005年2月6日   |

### アマチュア総合格闘技
| 勝敗 | 対戦相手 | 試合結果                | 大会名                                                       | 開催年月日    |
| ○    | 柴博     | 不戦勝                  | 第11回全日本アマチュア修斗選手権大会 【ウェルター級 決勝】   | 2004年9月20日 |
| ○    | 西岡裕   | 4分1R終了 ポイント20-19 | 第11回全日本アマチュア修斗選手権大会 【ウェルター級 準決勝】 | 2004年9月20日 |
| ○    | 田口公一 | 4分1R終了 ポイント22-20 | 第11回全日本アマチュア修斗選手権大会 【ウェルター級 2回戦】  | 2004年9月20日 |
| ○    | 島田久嗣 | 4分1R終了 ポイント24-20 | 第11回全日本アマチュア修斗選手権大会 【ウェルター級 1回戦】  | 2004年9月20日 |

## 獲得タイトル
- 第11回全日本アマチュア修斗選手権大会 ウェルター級 優勝（2004年）
- 修斗ウェルター級新人王（2005年）
- 第2代CAGE FORCEライト級王座（2008年）
- 第2代SRCライト級王座（2009年）
- 第6代DEEPライト級王座（2011年）